# Plobsheim
Plobsheim ist eine französische Gemeinde mit 4473 Einwohnern (Stand 1. Januar 2021) im Département Bas-Rhin in der Region Grand Est (bis 2015 Elsass). Die Gemeinde liegt am Rhein-Rhône-Kanal.

## Geschichte
Das Dorf wurde 778 im Testament des Bischofs Remigius von Straßburg als Bladbolsheim erstmals urkundlich erwähnt.
Mit der Reichsteilung 843 kam Plobsheim zum Ostfränkischen Reich. 1016 schenkte Kaiser Heinrich II. dem Kloster Schuttern sechs Hufen zu Plobsheim. 1416 gab König Sigismund das Dorf Johann Zorn von Eckerich als Lehen. Es blieb über mehr als zwei Jahrhunderte mit der Familie verbunden. Im Jahre 1562 nahm die Familie Zorn den lutherischen Glauben an und so wurde auch das Dorf lutherisch. Das Schloss, das 1590 erbaut wurde, ist seit 1836 im Besitz der Gemeinde und dient heute als Schulhaus. 1684 wurde Plobsheim unter Ludwig XIV. Teil des Königreiches Frankreich und es wurden Versuche der Rekatholisierung unternommen, die allerdings nur geringen Erfolg hatten – der Konflikt zwischen Protestanten und Katholiken blieb bis ins 20. Jahrhundert prägend für die Geschichte des Dorfes wie für die der Region. 1871 bis 1918 gehörte Plobsheim als Teil des Reichsland Elsaß-Lothringen zum Deutschen Kaiserreich, ebenso war es 1940 bis 1944 während des Zweiten Weltkrieges von Deutschland besetzt. 1940 flohen einige Familien aus Plobsheim vor den deutschen Besatzern nach Port-Sainte-Foy-et-Ponchapt im Département Dordogne, seither pflegen die beiden Gemeinden eine Gemeindepartnerschaft.

## Bevölkerungsentwicklung
| Jahr      | 1962 | 1968 | 1975 | 1982 | 1990 | 1999 | 2007 | 2019 |
| --------- | ---- | ---- | ---- | ---- | ---- | ---- | ---- | ---- |
| Einwohner | 2015 | 2273 | 2309 | 3167 | 3306 | 3634 | 3702 | 4465 |

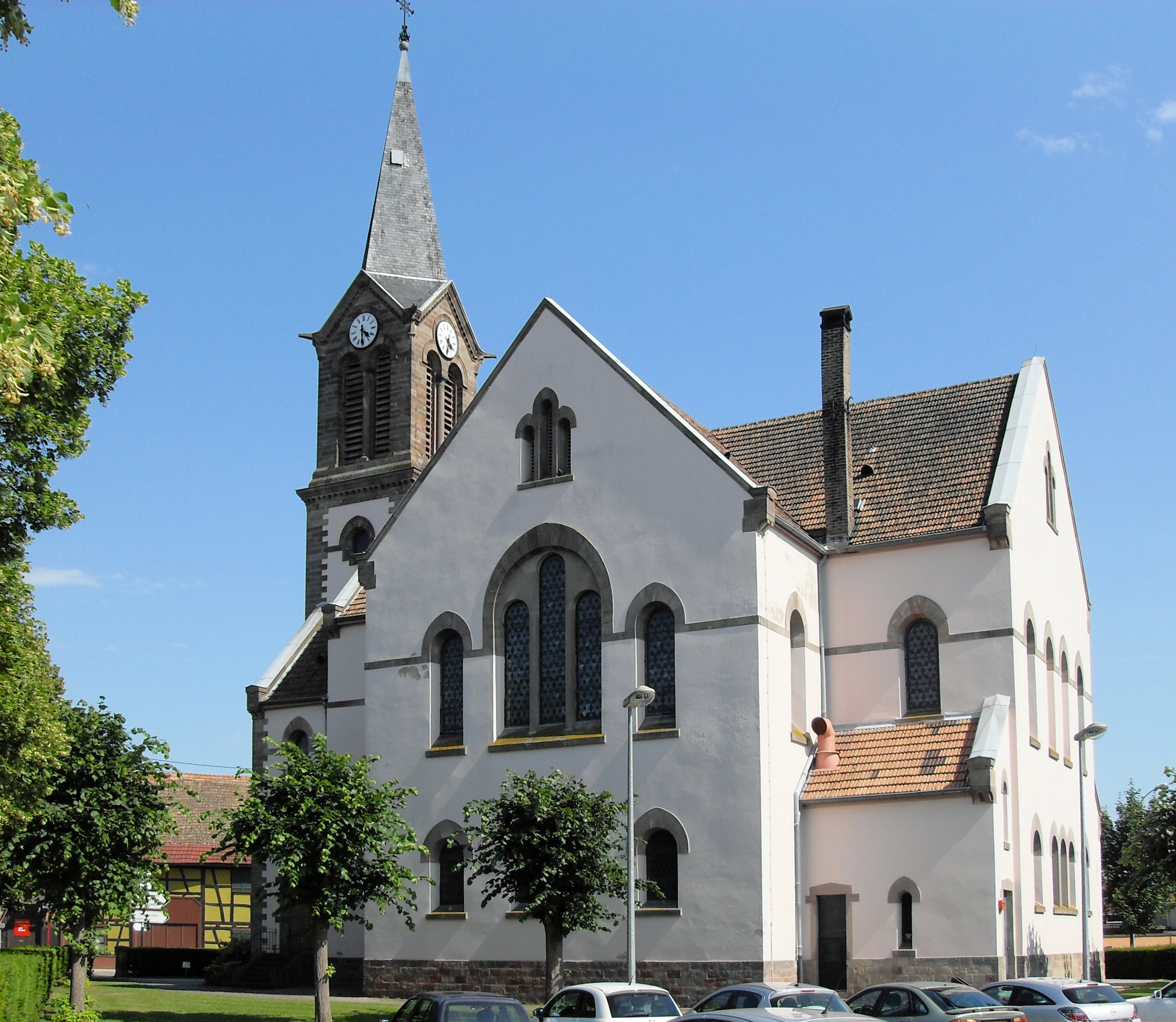
Protestantische Kirche
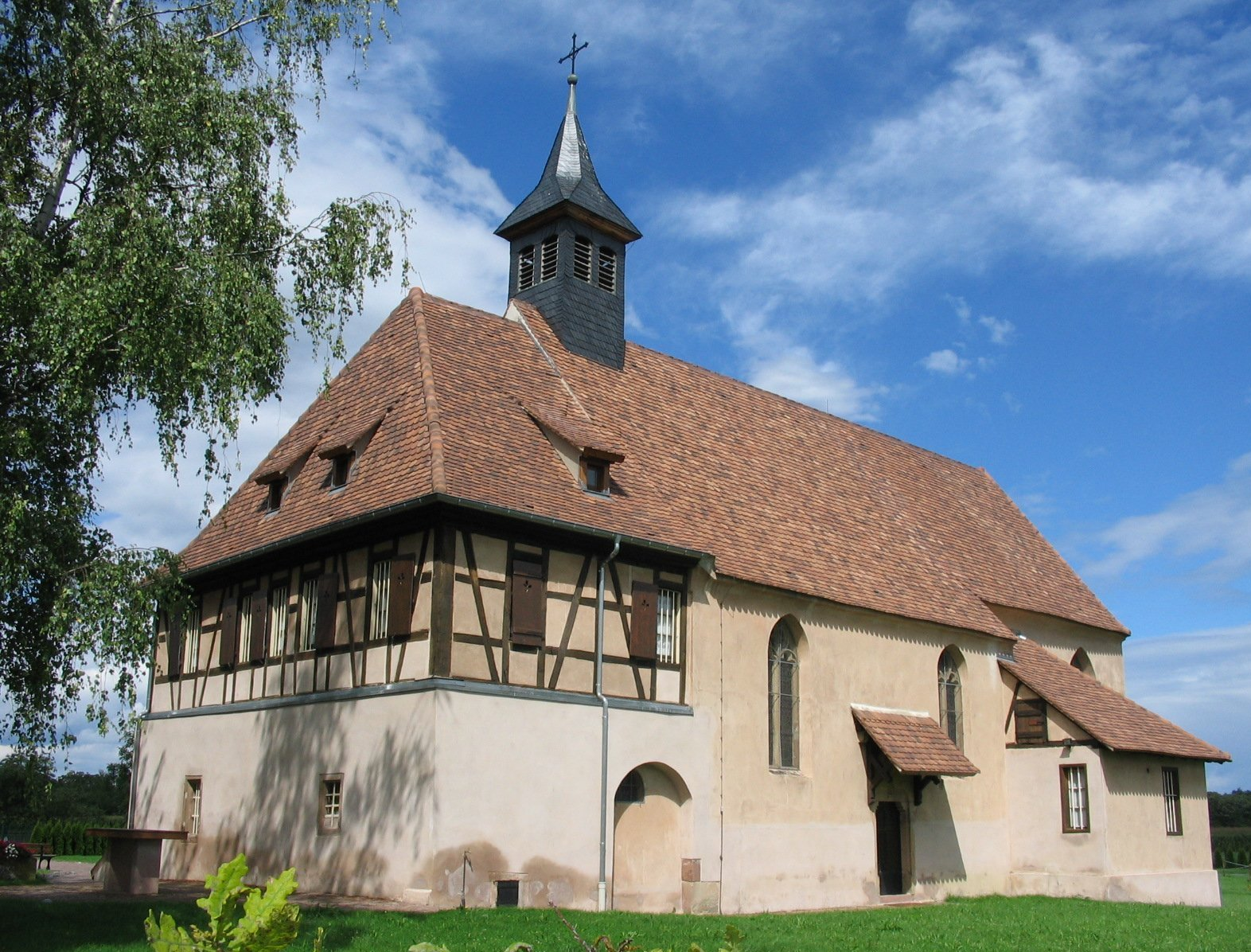
Kapelle Notre-Dame-du-Chêne

## Persönlichkeiten
- Wolf Christoph Zorn von Plobsheim (1655–1721), Architekt des Barock